# Póvoa de Varzim
Póvoa de Varzim ('pɔvuɐ dɨ vɐɾ'zĩ) è un comune portoghese di 63 470 abitanti situato nel distretto di Porto.
È una cittadina della Costa Verde, a nord di Porto, frequentata località balneare e antico porto di pesca, attorno al quale sono nate le attrezzature turistiche e un casinò.

## Storia
I primi gruppi di pastori si installarono lungo la costa verso il IV e agli inizi del II millennio a.C. I tumuli, in cui venivano seppelliti i defunti, sono i monumenti più antichi presenti nel territorio comunale.
I frequenti saccheggi e le incursioni compiuti da tribù rivali portò le popolazioni stanziate nella pianura costiera di Póvoa de Varzim a costruire un villaggio sulla cima del monte più vicino al mare. In questo modo sorse la Cividade de Terroso, che venne fortificata e si sviluppò fino ad arrivare ad essere uno dei centri principali della cultura castrense.
La popolazione si dedicava ad agricoltura, pesca, pastorizia e lavoravano i metalli. Al suo apice, la Cividade si estendeva su circa 12 ettari in cui abitavano varie centinaia di persone e manteneva relazioni commerciali con le civiltà del Mediterraneo, principalmente durante il dominio cartaginese del sud est della penisola iberica.
Durante le guerre puniche, i Romani si resero conto della ricchezza di oro e stagno della regione. Viriato, che guidava le forze militari lusitane, impediva l'espansione dell'Impero romano al nord del fiume Duero. Tuttavia, il suo assassinio, nel 138 a. C., aprì il cammino verso nord alle legioni romane. Tra questa data e il 136 a. C., Decimo Giunio Bruto, venendo da sud, avanzò nella regione, schiacciando gli eserciti castrensi e conquistò la Cividade de Terroso, che venne rasa al suolo.
La regione venne inclusa nell'Impero romano e totalmente pacificata durante il dominio di Augusto. Nella pianura costiera, venne fondata una villa, di proprietà della famiglia romana degli Euracini, che si mescolarono con la popolazione castrense che tornò a vivere in pianura: sorse così Villa Euracini. 
L'attività ittica si sviluppò con la cetariæ, un complesso manifatturiero romano di salagione e trasformazione del pesce.
A partire dal IX sec. pescatori vichinghi provenienti dalla Bretagna crearono una colonia pacifica a Póvoa de Varzim. Nel secolo seguente ebbero luogo invasioni normanne in tutto il nordest della penisola iberica. 
Il 26 marzo del 953, Villa Euracini appare per la prima volta documentata come centro abitato della contea di Portucale nel Libro della contessa Muniadona Díaz (900 ca.–968). Nel Medio Evo, il nome Euracini si modificò in Uracini → Vracini → Veracini → Verazini → Verazim → Varazim.
La ricchezza del mare di Varazim attrasse  hidalgo e cavalieri. La parte settentrionale apparteneva all'Ordine di San Giovanni di Gerusalemme, prendendo il nome di Varazim dos Cavaleiros (Varazim dei Cavalieri). La parte meridionale di Varazim, terra di proprietà reale (reguengo in portoghese), aveva già una considerevole importanza nel settore ittico e agricolo, e per questo sorsero varie dispute sulle rendite derivate dalla pesca.
Nel 1308, il re Dionigi redasse una carta de foral, che affidava a 54 coppie di Varazim i terreni reali, con l'obbligo di fondare una póvoa (un "paese"). Nel 1312, Dionigi donò Póvoa a suo figlio illegittimo Afonso Sanches, signore di Albuquerque, che lo incluse tra i possedimenti del convento di Santa Clara, monastero fondato nel 1318 a Vila do Conde. Nel 1367 la dipendenza dal convento venne confermata da Ferdinando I e ribadita nuovamente da Giovanni I nel 1387.
Il re Manuel I, nell'ambito della riforma dei privilegi monastici e l'abolizione del diritto consuetudinario, concesse maggiore autonomia alla Villa da Póvoa de Varzim nel 1514, che in questo modo poté dotarsi di municipio, di una piazza pubblica e di una gogna, e venne coinvolta nelle conquiste e scoperte portoghesi.
Nel XVI sec. i pescatori cominciarono a dedicarsi ad attività marittime come piloti o marinai negli equipaggi delle navi portoghesi, grazie alle loro elevate conoscenze nautiche. I pescatori della regione pescavano nelle acque di Terranova per lo meno dal 1506. Durante il regno di Giovanni III, l'arte delle costruzioni navali di Póvoa de Varzim era già famosa e i suoi esperti carpentieri venivano assunti nei cantieri Ribeira das Naus di Lisbona.
Nel sec. XVII, crebbe la pratica della salagione del pesce, ciò portò, un secolo dopo, alla trasformazione di Póvoa nel maggiore mercato ittico del nord del Paese, rifornendo anche le provincie dell'interno con squadre di almocreves ("mulattieri"). La comunità fiorì e si arricchì, tanto che la regina Maria I offrì uno stanziamento, incaricando il corregidor Francisco de Almada (1757—1804) di riordinare l'urbanizzazione della città, che in questo modo si rese più attrattiva sfruttando un nuovo potenziale turistico: i bagni di mare.
Nel sec. XIX, la città divenne una popolare meta estiva per le classi benestanti di Porto, grazie alle sue ampie spiagge e alle attività di svago.
Il 27 febbraio del 1892, accadde la peggior tragedia che si ricordi nella comunità di Póvoa de Varzim, con la morte di 105 pescatori a pochi metri della costa a causa di un forte temporale.
Lo sviluppo delle industrie tessile, alimentare e turistica, il collegamento ferroviario con Porto nel 1875 e il turismo balneare di massa nei decenni tra il 1930 e il 1960 portarono ad un notevole sviluppo, che culminò con la concessione a Póvoa de Varzim dello statuto di città il 16 giugno del 1973 con il decreto n. 310/73. In questo giorno ogni anno viene celebrato il Dia da Cidade ("Giorno della Città").
Con il passare del tempo, tuttavia, la millenaria industria ittica ha perso gran parte della sua importanza. Al contrario di altre zone periurbane della Grande Porto, Póvoa de Varzim non è diventata una città-dormitorio: sì è sviluppata ed è cresciuta in modo indipendente, diventando uno dei centri della regione Nord del Portogallo, essendo una realtà cosmopolita e un punto di riferimento anche per le località limitrofe.
Tra i cittadini illustri lo scrittore Eça de Queiroz, cui la città dedica un monumento simbolo e la cui memoria è conservata a Baião dalla Fundação Eça de Queiroz.

## Il film su Póvoa de Varzim
Nel 1965 il regista Perdigão Queiroga realizza il film documentario Póvoa de Varzim, di 70 minuti, con la casa di produzione Produções Cinematográficas Perdigão Queiroga fondata dallo stesso regista nel 1958. Il film è un presagio della fase di interesse per il cinema portoghese a livello internazionale, che è stata datata 1978, curiosamente l'anno di Amor de Perdição di Manoel de Oliveira, in quanto «oggetto di una crescente attenzione critica», reperibile, oltre che nei cinema d'essai, «nei palinsesti di trasmissioni per cinefili come Fuori oriario e (...) in alcune piattaforme per lo streaming e il download».

## Monumenti e luoghi d'interesse
- Igreja de Nossa Senhora da Lapa,  semplice chiesa nel centro storico.
- Apulia, a nord, con una lunga spiaggia chiusa da dune
- Rio Mau, a est, con la chiesa romanica del XII secolo di Sâo Cristovão
- Casa Beires, Alvaro Siza

## Società

### Evoluzione demografica
| Popolazione di Póvoa de Varzim (1801 – 2004) | Popolazione di Póvoa de Varzim (1801 – 2004) | Popolazione di Póvoa de Varzim (1801 – 2004) | Popolazione di Póvoa de Varzim (1801 – 2004) | Popolazione di Póvoa de Varzim (1801 – 2004) | Popolazione di Póvoa de Varzim (1801 – 2004) | Popolazione di Póvoa de Varzim (1801 – 2004) | Popolazione di Póvoa de Varzim (1801 – 2004) | Popolazione di Póvoa de Varzim (1801 – 2004) |
| -------------------------------------------- | -------------------------------------------- | -------------------------------------------- | -------------------------------------------- | -------------------------------------------- | -------------------------------------------- | -------------------------------------------- | -------------------------------------------- | -------------------------------------------- |
| 1801                                         | 1849                                         | 1900                                         | 1930                                         | 1960                                         | 1981                                         | 1991                                         | 2001                                         | 2004                                         |
| 4 676                                        | 15 300                                       | 24 527                                       | 28 780                                       | 40 444                                       | 54 248                                       | 54 788                                       | 63 470                                       | 65 882                                       |

## Suddivisioni amministrative

Il concelho di Póvoa de Varzim con 12 freguesias, prima della riforma del 2012/2013.

Dal 2013 il concelho (o município, nel senso di circoscrizione territoriale-amministrativa) di Póvoa de Varzim è suddiviso in 7 freguesias principali (letteralmente, parrocchie).

### Freguesias
1. Aver-o-Mar (freguesia): Aver-o-Mar, Amorim, Terroso
2. Aguçadoura (freguesia): Aguçadoura, Navais
3. Póvoa de Varzim (freguesia): Póvoa de Varzim, Beiriz, Argivai
4. Balazar
5. Estela
6. Laúndos
7. São Pedro de Rates